# Obava (patak)
Az Obava (más néven Obava-patak, ukránul: Обава, Obava) patak Kárpátalján, a Viznice bal oldali mellékvize. Hossza 16 km, vízgyűjtő területe 28,5 km². Esése 46 m/km.
A Kéklő-hegységben (Szinyák), Dunkófalva mellett ered. Kölcsény mellett ömlik a Viznicébe.

## Települések a folyó mentén
- Dunkófalva (Лісарня)
- Kölcsény (Кольчино)